# Limenitis saundersii
Limenitis saundersii är en fjärilsart som beskrevs av William Chapman Hewitson 1867. Limenitis saundersii ingår i släktet Limenitis och familjen praktfjärilar. Inga underarter finns listade i Catalogue of Life.